# Бюгдей
Бюгдей (дан. Bygdøy) — півострів, розташований у західній частині Осло, Норвегія. Адміністративно Бюгдей належить до району Фрогнер. На півострові розташовані п'ять національних музеїв і королівський маєток.

## Туризм

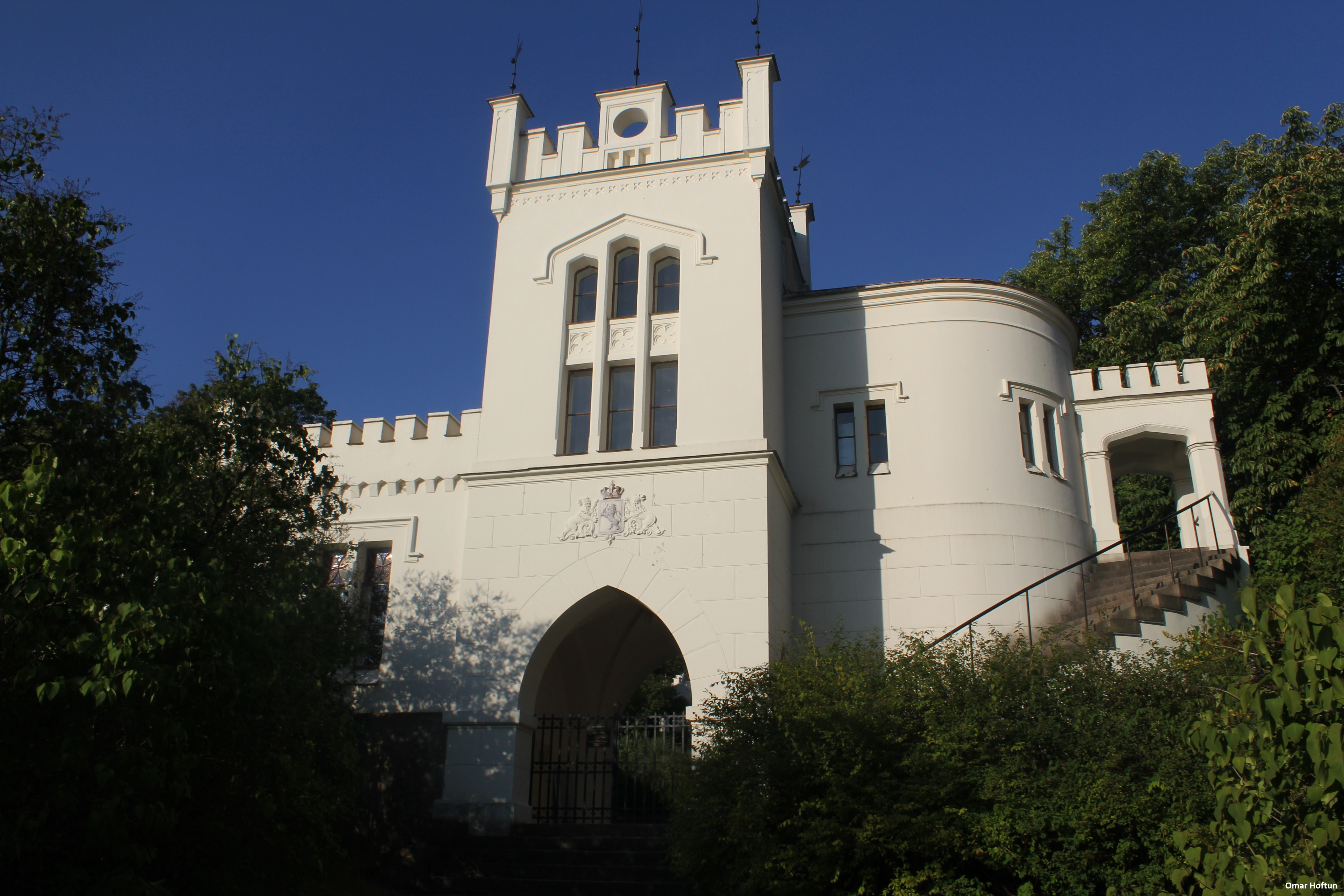
Оскаршалл

На півострові є парки, ліси й пляжі: звичайний (Гук) і нудистський. 1885 року на півострові Бюгдей налічувалося всього 111 будинків, але станом на  більшість великих садів поділені на невеликі земельні ділянки, що робить Бюгдей переважно житловою зоною, утримуючи при цьому статус елітного місця проживання. Також на півострові розташовані Бюгдейський королівський маєток (Bygdøy kongsgård) — офіційна літня резиденція короля Норвегії, і Оскаршалл, місце розташування Галереї королеви Жозефіни. Велика частина цієї місцевості, на кшталт - Королівського маєтку, захищена від забудови.
Після цунамі в Індійському океані 2004 року норвезький уряд ініціював створення меморіалу жертв катастрофи. Меморіал розташований на західному узбережжі Бюгдею і був офіційно відкритий королем Гаральдом V 19 жовтня 2007 року.

## Музеї

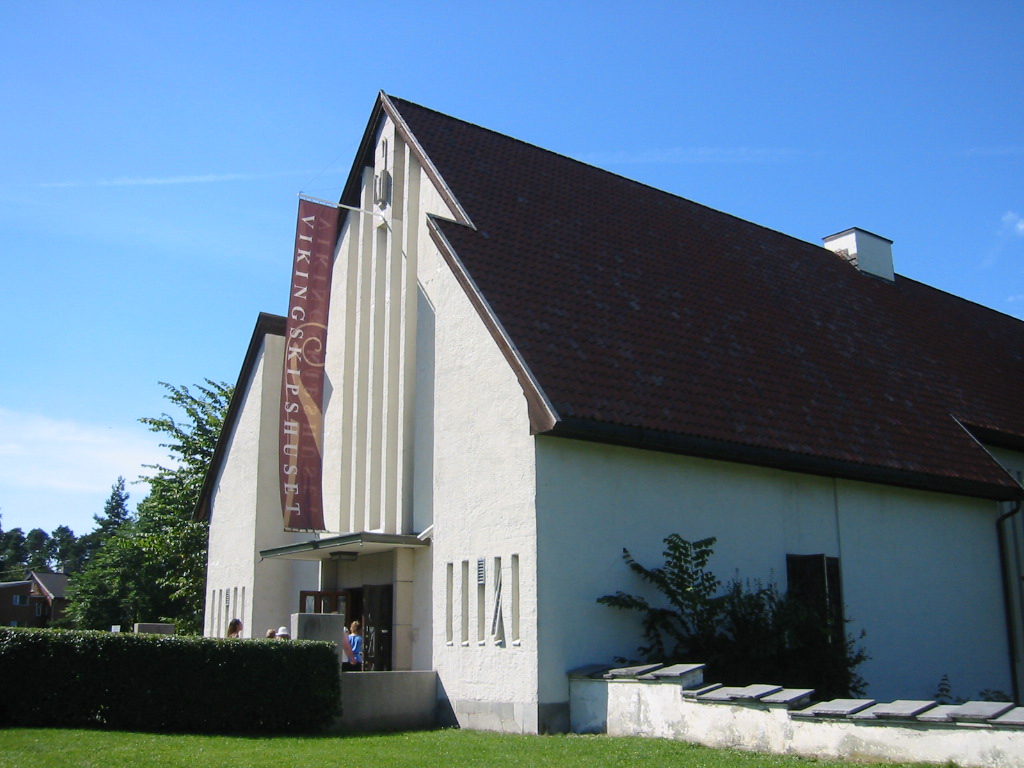
Музей кораблів вікінгів

На півострові також розташовані п'ять музеїв:
- Музей Кон-Тікі (Kon-Tiki Museet) — експонати з експедицій Тура Хеєрдала[4].
- Норвезький музей історії культури (Norsk Folkemuseum) — музей просто неба з будівлями, переміщеними з містечок і сільських районів[5].
- Музей кораблів вікінгів (Vikingskipshuset) — місце розташування Озеберзького, Гокстадського і Тунського кораблів[6].
- Норвезький морський музей (Norsk Maritimt Museum) — експонати прибережної культури й морської історії[7].
- Музей Фрама (Frammuseet) — місце дислокації корабля «Фрам», яким користувався Руаль Амундсен[8].

## Етимологія

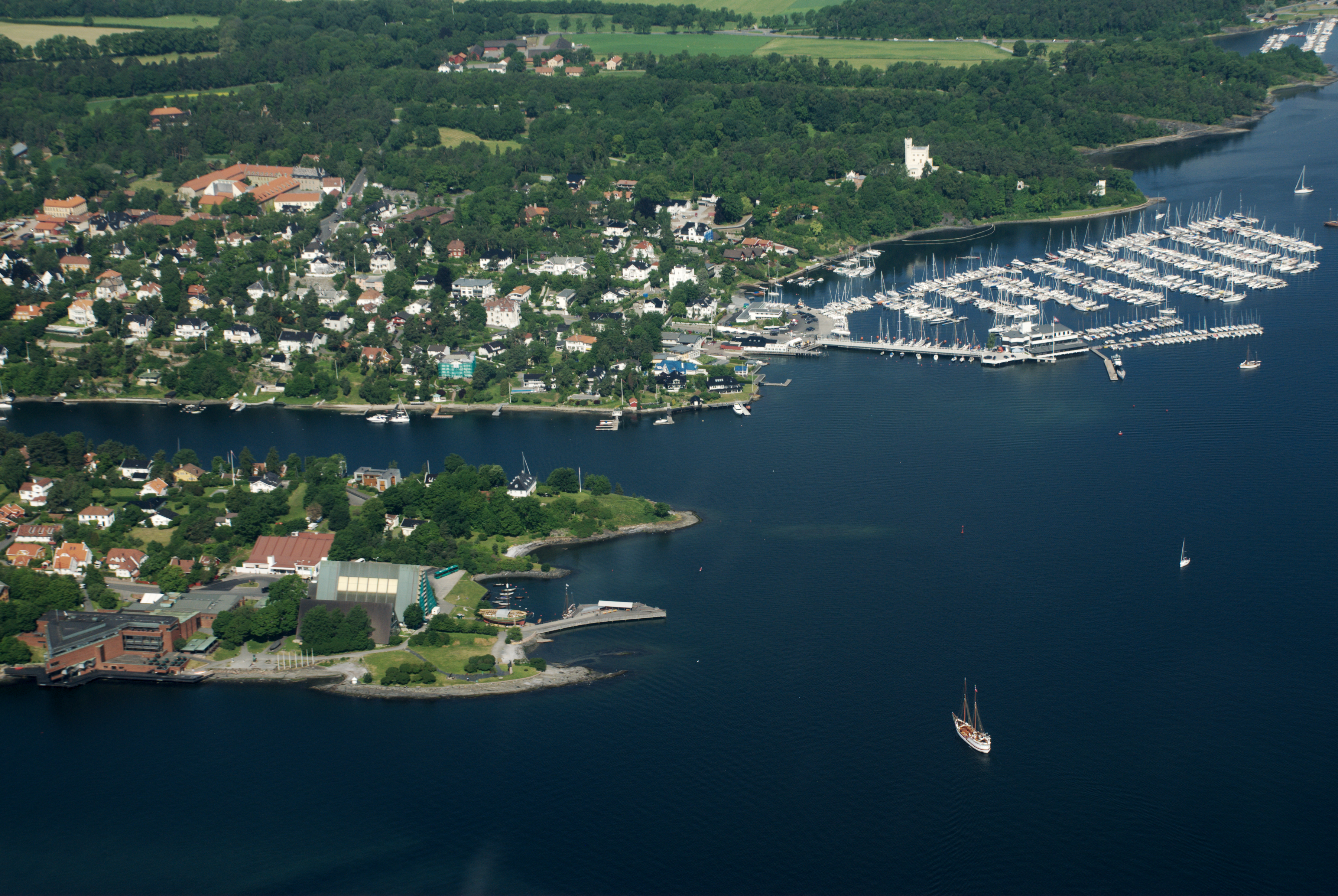
Аерофотознімання східної частини півострова Бюгдей

Назва походить із давньоскандинавських часів (Bygðey). Першим елементом є bygð «забудований район, зона з будинками й населенням» — у давньоскандинавські часи Бюгдей був єдиним заселеним островом у внутрішній частині Ослофйорду. Останній елемент — «острів» (Бюгдей спочатку був островом, але він став півостровом через післяльодовиковий відскок).
Острів належав монастирю цистерціанців із Ховедьої, але був конфіскований Короною в 1532 році. Пізніше назву було змінено на Ladegaardsøen. Першим елементом у новому імені було ladegård, тобто «господарство при маєтку для додаткових доходів» (тут розташована фортеця Акерсхус). Останній елемент øen у данській мові використовується як закінчення в назвах островів (ø «острів»). Стара назва була відроджена в 1877 році. Спочатку її писали як Bygdø, але з 1918 року офіційно півострів називається Bygdøy. Однак, багато мешканців надають перевагу назві Bygdø.

## Транспорт
Бюгдей має автобусне сполучення з містом, автобус номер 30 курсує від центрального вокзалу Осло кожні 10 хвилин. З квітня по жовтень до півострова можна дістатися від набережної Акер Брюгге на місцевому громадському поромі, який вирушає кожні 30 хвилин. Проїзд на автомобілях дозволений, є велика стоянка навпроти музею Кон-Тікі.